# Trolldalen, Dalarna
Trolldalen är en dalgång i Gagnefs kommun och socken. Trolldalen ingår i ett naturreservat och Natura 2000-område med samma namn.
Trolldalen är en sprickdal med nästan 50 meter lodräta bergväggar som uteroderats av en kraftig isälv. Dalgången är beväxt med en urskogsartad granskog med inslag av gråal och hägg. I botten av dalgången rinner en liten bäck som kantas av öga ormbunkar och örter. I rasbranterna ovanför förekommer ovanligare växter som vildbalsamin, myskmadra och dvärghäxört.
Naturreservatet omfattar även den till kärr omvandlade Kärrsjön, ett rikkärr där orkidéerna tvåblad och ängsnycklar växer. Ovanför ligger en 20 meter hög klippvägg kallad ättestupan.